# Саулюс Клевінскас
Саулюс Клевінскас (лит. Saulius Klevinskas, нар. 2 квітня 1984, Маріямполе) — литовський футболіст, воротар клубу «Жальгіріс».
Виступав, зокрема, за клуби «Судува» та «Торпедо» (Москва), а також національну збірну Литви.

## Клубна кар'єра
У дорослому футболі дебютував 2001 року виступами за команду клубу «Судува», в якій провів вісім сезонів, взявши участь у 105 матчах чемпіонату. 
Згодом з 2010 по 2011 рік грав у складі команд клубів «Міка» та «Жальгіріс».
Своєю грою за останню команду привернув увагу представників тренерського штабу клубу «Торпедо» (Москва), до складу якого приєднався 2011 року. Відіграв за московських торпедівців наступні три сезони своєї ігрової кар'єри.
До складу клубу «Жальгіріс» приєднався 2015 року. Відтоді встиг відіграти за клуб з Вільнюса 13 матчів в національному чемпіонаті.

## Виступи за збірну
У 2006 році дебютував в офіційних матчах у складі національної збірної Литви. Наразі провів у формі головної команди країни 3 матчі, пропустивши 3 голи.

## Досягнення
- Чемпіон Литви: 2015, 2016
- Володар Кубка Литви: 2006, 2008-09, 2014-15, 2015-16, 2016
- Володар Суперкубка Литви: 2009, 2016, 2017, 2018

| Дата       | Місто      | Господарі | Результат | Гості | Турнір           | Голи | Примітки |
| ---------- | ---------- | --------- | --------- | ----- | ---------------- | ---- | -------- |
| 11-10-2006 | Ель-Кувейт | Кувейт    | 1 – 0     | Литва | товариський матч | -1   |          |
| 3-6-2012   | Тарту      | Естонія   | 1 – 0     | Литва | Кубок Балтії     | -1   |          |
| 7-6-2012   | Мінськ     | Білорусь  | 1 – 1     | Литва | товариський матч | -1   |          |
| Усього     |            | Матчів    | 3         |       | Голів            | -3   |          |